# Fiat G.91Y
Fiat G.91Y là một loại máy bay cường kích và trinh sát của Ý.

## Biến thể
- G.91Y
- G.91YT
- G.91YS

## Quốc gia sử dụng
Ý
- Aeronautica Militare

## Tính năng kỹ chiến thuật (G.91Y)
Dữ liệu lấy từ The Observer's Book of Aircraft.
Đặc điểm tổng quát
- Tổ lái: 1
- Chiều dài: 11,67 m (38 ft 3,5 in)
- Sải cánh: 9,01 m (29 ft 6,5 in)
- Chiều cao: 4,43 m (14 ft 6,3 in)
- Diện tích cánh: 18,13 m² (195,149 ft²)
- Trọng lượng rỗng: 3.900 kg (8.598 lb)
- Trọng lượng có tải: 7.800 kg (17.196 lb)
- Trọng lượng cất cánh tối đa: 8.700 kg (19.180 lb)
- Động cơ: 2 × General Electric J85-GE-13A kiểu turbojet, 18,15 kN (4.080 lbf) mỗi chiếc

 Hiệu suất bay 
- Vận tốc cực đại: 1.110 km/h (600 kn, 690 mph. (Mach 0.95 trên độ cao 10.000 m (33.000 ft)))
- Tầm bay: 3.400 km (tầm bay chuyển sân với thùng dầu phụ) (2.110 mls)
- Trần bay: 12.500 m (41.000 ft)
- Vận tốc leo cao: 86,36 m/s (17.000 ft/phút)
- Tải trên cánh: 480 kg/m² (98,3 lb/ft² (cực đại))
- Lực đẩy/trọng lượng: 0,47 khi tải cực đại

Trang bị vũ khí

- Súng: 
2 × pháo DEFA 30 mm (1.18 in)

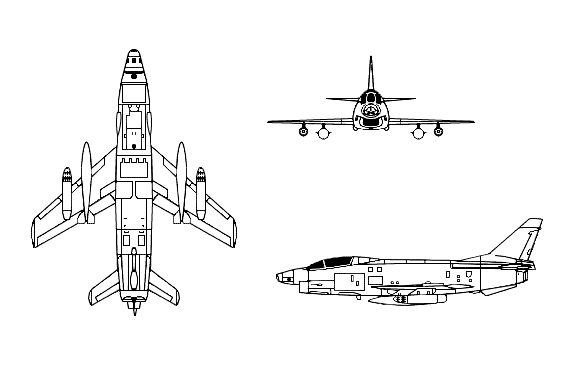

- Giá treo: 4 × giá treo dưới cánh mang tới 1.814 kg (4.000 lb) tải trọng.